# عديمة الموهبة نانا
عديمة الموهبة نانا (باليابانية: 無能なナナ، بالروماجي: Munō na Nana) هي سلسلة مانغا يابانية من كتابة «لوزبوي» ورسوم «إيوري مورويا»، تصدر ضمن مجلة شونين غانغان الشهرية المملوكة لشركة سكوير إنكس، منذ مايو 2016، تم جمع فصولها في 7 مجلدات تانكوبون، نشرت المانغا إلكترونياً في أمريكا الشمالية من قبل كرنشيرول، وصدر لها مسلسل أنمي تلفزيوني من إنتاج استوديو بريدج، بدأ عرضه في أكتوبر 2020.

## القصة
في المستقبل القريب، تبدأ بالظهور وحوش غامضة يطلق عليها «أعداء البشرية»، في المقابل يظهر أطفال من البشر بقوى خارقة للطبيعة يشار إليهم بلقب «الموهوبون»، ولإعدادهم للمعركة ضد الوحوش يتم جمع الموهبين وإرسالهم إلى مدرسة تقع على جزيرة مهجورة حيث يتم توفير جميع إحتياجاتهم اليومية حتى تخرجهم ويحظر عليهم التواصل مع العالم الخارجي، في أحد الأيام تصل إلى المدرسة طالبة جديدة تدعى «هيراغي نانا»، شخصيتها الودودة تسمح لها بتكوين صداقات من طلاب الفصل بسرعة، لكن في الحقيقة نانا قاتلة عديمة الموهبة أرسلتها الحكومة لقتل الطلاب الموهوبين الذين تصنفهم الحكومة على أنهم الأعداء الحقيقيين للإنسانية.

## الشخصيات
هيراغي نانا (柊 ナナ، Hiiragi Nana)
أداء صوتي: رومي أوكوبو
بطلة القصة، تظهر على أنها طالبة جديدة منتقلة تزعم إمتلاكها لموهبة قراءة الأفكار، تتخذ شخصية مرحة تمكنها من صنع الصداقات بسهولة، لكنها في الحقيقة قاتلة محترفة وشديدة الذكاء أرسلت من قبل الحكومة لإبادة الموهوبين الذين على الجزيرة.
ناناو ناكاجيما (中島 ナナオ، Nakajima Nanao)
أداء صوتي: هيرو شيمونو
فتى خجول من عائلة ثرية، يتعرض للضغوط من قبل والده لكي يصبح زعيم العائلة، في البداية يظهر على أنه بطل القصة وطالب عديم الموهبة، لكن لاحقاً يكشف عن أن موهبته هي إبطال تأثير مواهب الآخرين.
أونوديرا كيويا (小野寺 キョウヤ، Onodera Kyōya)
أداء صوتي: يويتشي ناكامورا
طالب جديد غامض إنتقل إلى المدرسة في نفس الوقت مع نانا، موهبته الخلود، يبدو بمظهر متعجرف لكنه يحب تكوين الصداقات، كما أنه نوعاً ما اوتاكو، مثل نانا يتميز بقدرة عالية على الإنتباه وعالي الذكاء لكن قدراته الإستنتاجية أقل، يقوم بالتحقيق بقضايا قتل الطلاب مشتبهاً بنانا، يهدف إلى حل لغز إختفاء أخته الصغرى على الجزيرة قبل 5 سنوات.
إينوكاي ميتشيرو (犬飼 ミチル، Inukai Michiru)
أداء صوتي: ماي ناكاهارا
فتاة لطيفة تملك الموهبة على شفاء الجروح عن طريق لعقها لكن لايمكنها شفاء الأمراض، قدرتها تقصر من عمرها، بطبيعتها الساذجة فهي تثق كلياً بنانا.
شيبوساوا يوهيه (渋沢 ヨウヘイ، Shibusawa Yōhei)
أداء صوتي: توشيكي ماسودا
طالب متبجح يبحث عن الكمالية، يهتم باللياقة البدنية والرياضة، يملك موهبة تمكنه من العودة بالزمن حتى 24 ساعة إلى الوراء شرط أن لا يراه أحد، كلما كان الوقت الذي يعوده أطول إستنزف طاقة أكبر.
إيجيما موغو (飯島 モグオ Iijima Moguo)
أداء صوتي: تاكويا ناكاشيما
طالب متنمر في الفصل، يملك موهبة إطلاق النار، بالرغم من كونه عدواني وأناني، إلا أنه يهتم لأتباعه في الفصل.
تابع موغو الأول (子分A، Kobun A)
أداء صوتي: يوكي إينويه
طالب وأحد أتباع موغو
تابع موغو الثاني (子分B، Kobun B)
أداء صوتي: تاكيو أوتسوكا
طالب وأحد أتباع موغو
تسورومي-غاوا رينتارو (鶴見川 レンタロウ، Tsurumigawa Rentarou)
أداء صوتي: يوشيتاكا يامايا
أحد أتباع موغو، لديه موهبة تمكنه من الخروج من جسده بحرية لكن هذا يعني ترك جسمه دون حماية.
كوري سييا (郡 セイヤ، Kori Seiya)
أداء صوتي: هيروميتشي تيزوكا
طالب بارز ولامع في الفصل يملك موهبة إطلاق الجليد.
هابو كيرارا (羽生 キララ، Habu Kirara)
أداء صوتي: يوكينا تسوتسومي
طالبة وفتاة تهتم بالموضة، تتنمر على ميتشيرو، وصديقة مقربة لكاوري، موهبتها هي توليد السم في لعابها، لكن يجب عليها أن تأكل الضفادع والثعابين بشكل مستمر لتحافظ على قدرتها.
تاكاناشي كاوري (高梨 カオリ، Takanashi Kaori)
أداء صوتي: يوريه كوزاكاي
طالبة وفتاة تهتم بالموضة، صديقة كيرارا المقربة تملك موهبة الإنتقال الآني لكن لمسافات قصيرة.
هاتادايرا تسونيكيتشي (葉多平 ツネキチ، Hatadaira Tsunekichi)
أداء صوتي: اتسوشي تامارو
طالب غير مبالي ومنحرف، لديه الموهبة على إلتقاط صور لأحداث مستقبلية خلال نومه باستعمال كاميرا عادية.
ساساكي يوكا (佐々木 ユウカ Sasaki Yūka)
أداء صوتي: ميو توميتا
فتاة ودودة بشخصية صبيانية تدعي أنها تملك قوة بدنية خارقة، ويبدو أنها تتواعد مع صديق طفولتها شينجي.
كازاما شينجي (風間 シンジ، Kazama Shinji)
أداء صوتي: ايكو نينوميا
فتى شاحب وفظ، لديه موهبة إستحضار الأرواح، هو ويوكا أصدقاء طفولة ويبدو أنها يتواعدان.
إيشي ريوجي (石井 リュウジ، Ishii Ryūji)
أداء صوتي: توموهيرو أونو
طالب بشخصية جيدة وشعبية جيدة، وخليل لسورانو.
سورانو فوكو (空野 フウコ، Sorano Fūko)
أداء صوتي: يونا كاماكورا
فتاة لطيفة، وخليلة ريوجي، تملك الموهبة على التحكم بضغط وحركة الهواء بما في ذلك إستخدامه كشفرات حادة، لكن يجب أن تكون في مكان جيد التهوية.
معلم الصف (担任教師، Tannin Kyōshi)
أداء صوتي: أتسوشي كوساكا
معلم الصف، وبالرغم من أنه المسؤول عن الطلاب إلا أنه يبدو جاهلاً بتحركات الحكومة.
تاتشيبانا جين (橘 ジン، Tachibana Jin)
أداء صوتي: كوجي يوسا
أحد أقوى وأقدم الطلاب على الجزيرة، يملك موهبة تمكنه من التحول إلى أي كائن حي وإستخدام قدراته لكن لايجب أن يرى أحد تحوله.

## في الإعلام

### مانغا
عديمة الموهبة نانا، مانغا من كتابة «لوزبوي» ورسوم «إيوري فورويا» بدأت بالصدور في مجلة شونين غانغان الشهرية المملوكة لشركة سكوير إنكس في 12 مايو 2016، وحتى أكتوبر 2020 صدر لها 7 مجلدات تانكوبون، السلسلة نشرت إلكترونياً في أمريكا الشمالية على خدمة كرنشيرول.
| م. | تاريخ الإصدار الياباني | ردمك الياباني          |
| -- | ---------------------- | ---------------------- |
| 1  | 22 فبراير 2017         | ISBN 978-4-75-755153-4 |
| 2  | 22 مايو 2017           | ISBN 978-4-75-755345-3 |
| 3  | 22 يناير 2018          | ISBN 978-4-75-755586-0 |
| 4  | 22 أكتوبر 2018         | ISBN 978-4-75-755873-1 |
| 5  | 12 يوليو 2019          | ISBN 978-4-75-756193-9 |
| 6  | 11 أبريل 2020          | ISBN 978-4-75-756588-3 |
| 7  | 12 أكتوبر 2020         | ISBN 978-4-75-756894-5 |
| 8  | 11 يونيو 2021          | ISBN 978-4-75-757315-4 |

### أنمي
أعلن في 7 أبريل 2020، عن إنشاء أنمي تلفزيوني لهذه المانغا من قبل أستوديو بريدج، من إخراج «شينجي إشيهيرا»، وتركيب "فوميهيكو شيمو [الإنجليزية]"، بينما كان تصميم الشخصيات من قبل «ساتوهيكو سانو»، وتولى الموسيقى «ياسوهارو تاكاناشي» في إستوديوهات نيبون كولومبيا [الإنجليزية]، أغنية مقدمة التي تحمل عنوان (سماء محطمة) من أداء المغنية "ميو توميتا"، بينما أغنية النهاية التي باسم (ما يسمى الوحش) من غناء "تشياي فوجيكاوا [الإنجليزية]".
صدرت الحلقة الأولى من الأنمي في 4 أكتوبر 2020، وسيتكون من 13 حلقة إجمالاً.
| ر. الإجمالي  | العنوان                        | العنوان الأصلي                                                              | المخرج           | الكاتب        | تاريخ العرض الأصلي |
| ------------ | ------------------------------ | --------------------------------------------------------------------------- | ---------------- | ------------- | ------------------ |
| 1            | «عديمة الموهبة»                | 無能力 (Munōryoku)                                                          | يوشي سوزوكي      | فوميهيكو شيمو | 4 أكتوبر 2020      |
| 2            | «المسافر عبر الزمن»            | 時間遡行 (Jikan Sokō)                                                       | تومويا تاكاياما  | شوجي يونيمورا | 11 أكتوبر 2020     |
| 3            | «الموهوب ضد غير الموهوب»       | 能力者ＶＳ．無能力者 (Nōryoku-sha Bāsasu Munōryoku-sha)                     | هيروشي أكِياما    | فوميهيكو شيمو | 18 أكتوبر 2020     |
| 4            | «الشفاء»                       | ヒーリング (Hīringu)                                                        | شينيتشي فوكوموتو | فوميهيكو شيمو | 25 أكتوبر 2020     |
| 5            | «الموهوب ضد غير الموهوب جزء 2» | 能力者ＶＳ．無能力者 ＰＡＲＴ2 (Nōryoku-sha Bāsasu Munōryoku-sha Pāto Tsū)  | ناوتو هاشيموتو   | فوميهيكو شيمو | 1 نوفمبر 2020      |
| 6            | «مستحضر الأرواح»               | ネクロマンサー (Nekuromansā)                                                | يوشي سوزوكي      | شوجي يونيمورا | 8 نوفمبر 2020      |
| 7            | «مستحضر الأرواح جزء 2»         | ネクロマンサー ＰＡＲＴ2 (Nekuromansā Pāto Tsū)                             | تومويا تاكاياما  | فوميهيكو شيمو | 15 نوفمبر 2020     |
| 8            | «الموهوب ضد غير الموهوب جزء 3» | 能力者ＶＳ．無能力者 ＰＡＲＴ3 (Nōryoku-sha Bāsasu Munōryoku-sha Pāto Surī) | ناوتو هاشيموتو   | شوجي يونيمورا | 22 نوفمبر 2020     |
| 9            | «البقاء للأنسب»                | 適者生存 (Tekisha Seizon)                                                   | كازونوبو شيميزو  | فوميهيكو شيمو | 29 نوفمبر 2020     |
| 10           | «النصل الخفي»                  | 見えざる刃 (Miezaru Yaiba)                                                  | ناوكي موراتا     | شوجي يونيمورا | 6 ديسمبر 2020      |
| 11           | «النصل الخفي جزء 2»            | 見えざる刃 ＰＡＲＴ2 (Miezaru Yaiba Pāto Tsū)                               | هيروشي أكِياما    | فوميهيكو شيمو | 13 ديسمبر 2020     |
| 12           | «النصل الخفي جزء 3»            | 見えざる刃 ＰＡＲＴ3 (Miezaru Yaiba Pāto Surī)                              | تومويا تاكاياما  | شوجي يونيمورا | 20 ديسمبر 2020     |
| 13 (الأخيرة) | «إنعاش»                        | リバイバル (Ribaibaru)                                                      | يوشي سوزوكي      | فوميهيكو شيمو | 27 ديسمبر 2020     |